# Szent Liga (1495)
Az 1495-ös Szent Liga más néven Velencei Szent Liga vagy Velencei Liga egy több oldalú katonai védelmi szövetség volt, amelyet 1495. március 31-én VI. Sándor pápa ösztönzésére több itáliai állam kötött meg Velencében. A szövetség sürgős létrehozása azért vált szükségessé, mert VIII. Károly francia király 1494-es hadjárata veszélyeztette a pápa és fiainak birtokait. A Szent Ligát a pápai államok, a Velencei Köztársaság (La Serenissima), a Milánói Hercegség, a Német-római Birodalom és az Aragóniai Királyság, mint Nápoly és Szicíliai Királyság hűbérura írták alá. A liga által mozgósított katonai erő a fornovói csatában visszafordulásra késztette a francia haderőt, amely elhagyta Itáliát. Az első itáliai háborút lezáró 1497-es Alcalá de Henares-i fegyverszüneti szerződés megkötése után a Szent Liga feloszlott.

## Előzmények
1494-ben VIII. Károly francia király hadjáratot indított Itáliában. Kitört az első itáliai háború. A francia csapatok gyorsan haladtak előre. 1494. szeptember 5-én Lajos orléans-i herceg, trónörökös vereséget mért a Rapallónál partra szállt aragóniai csapatokra, és akadálytalanul vonult tovább Észak-Itália felé. Ludovico Sforza, Milánó hercege VIII. Károlyt támogatta, szabad átvonulást engedett a franciáknak, akik 1494 november 17-én elfoglalták Firenzét. A villámháborús térfoglalás veszélyeztette VI. Sándor pápa legfontosabb politikai célját, hogy gyermekei számára világi fejedelemségeket szerezzen. A pápa nagy erőfeszítéseket tett, hogy saját megszerzett birtokait megvédelmezze. Először 1495 januárjában VIII. Károllyal kötött szövetséget Rómában, de miközben Károly 1495. február 22-én elfoglalta Nápolyt, a háta mögött a pápa már francia-ellenes szövetséget kovácsolt.

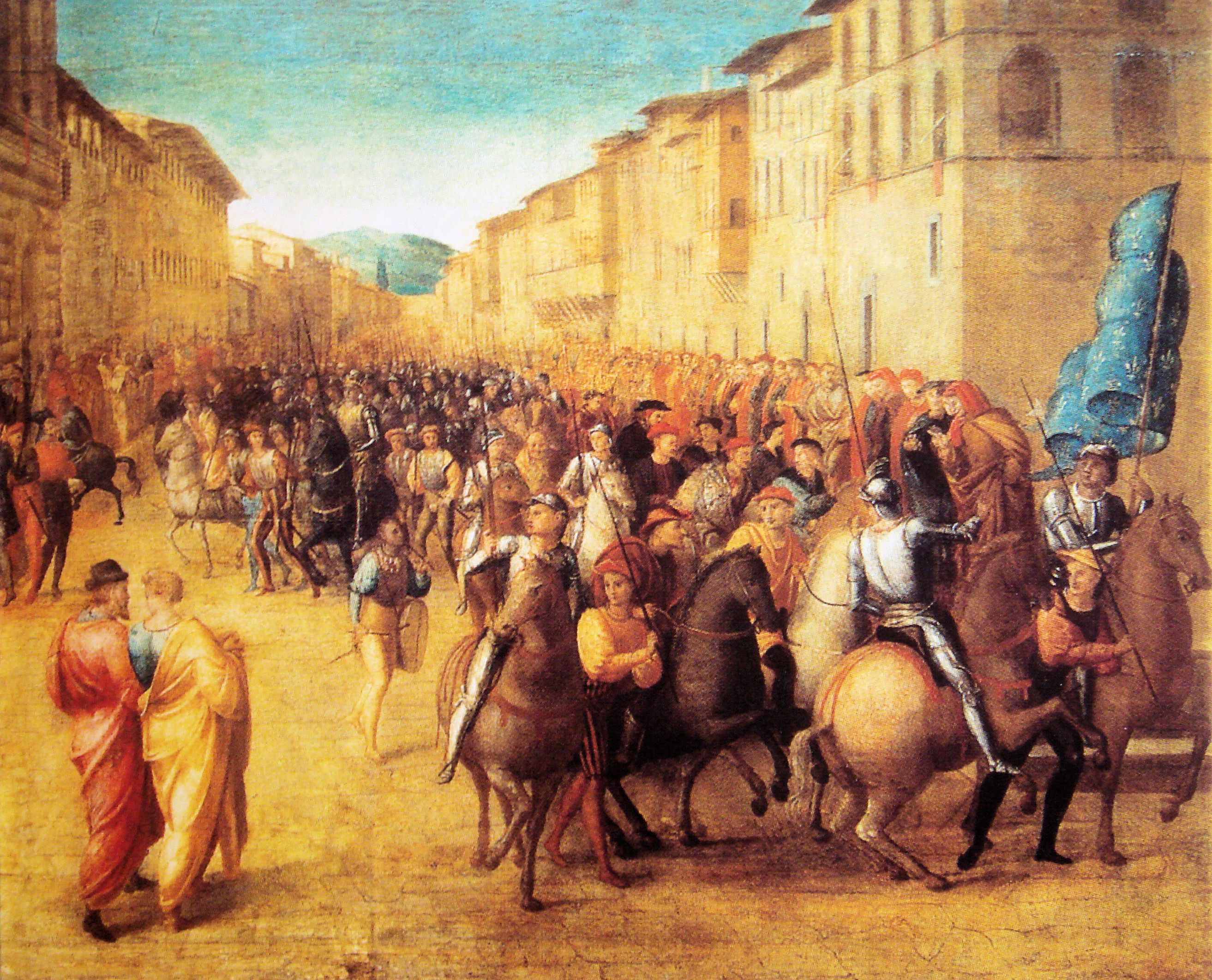
Franciák Firenzében, 1494. november.
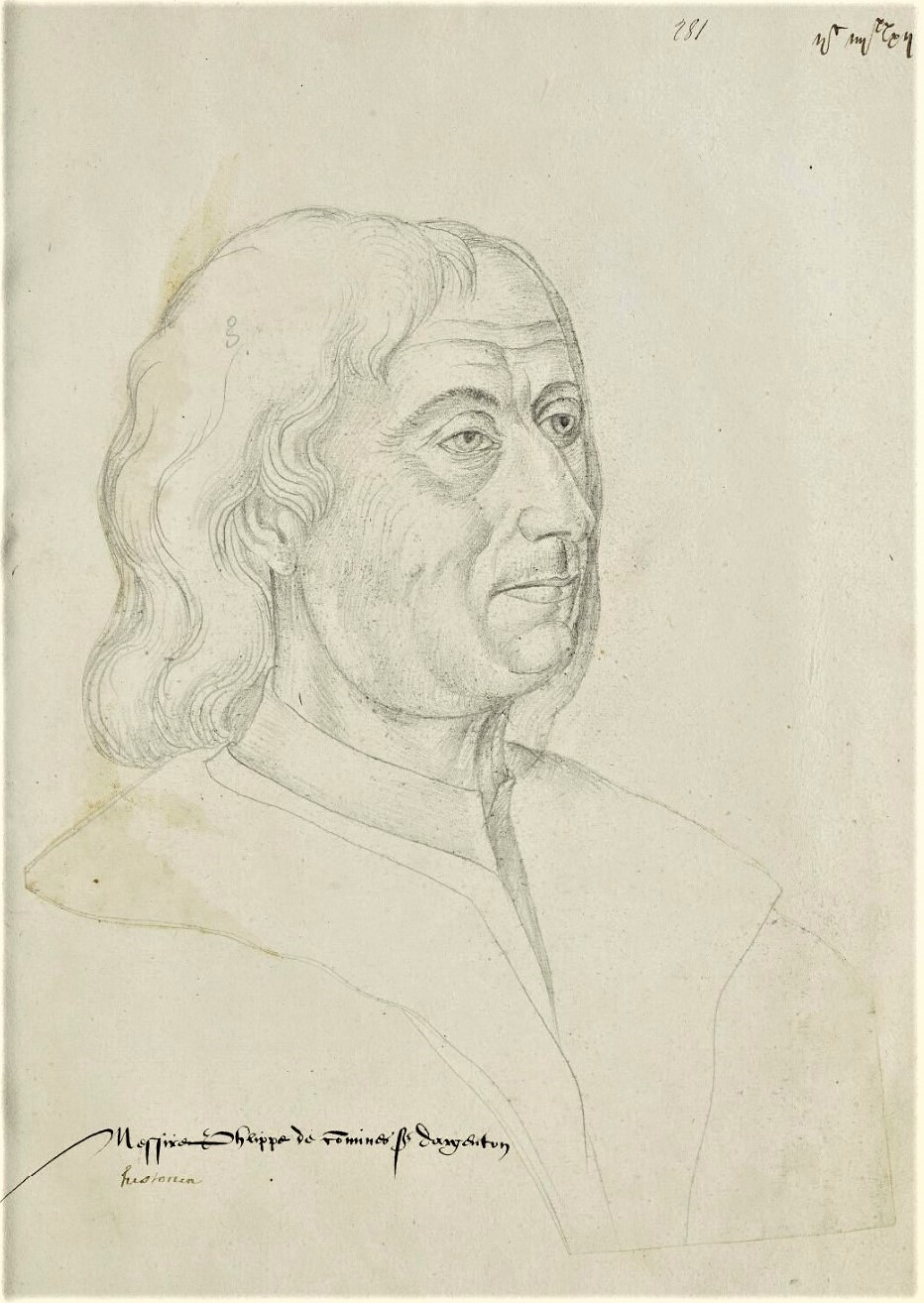
Philippe de Commynes francia diplomata
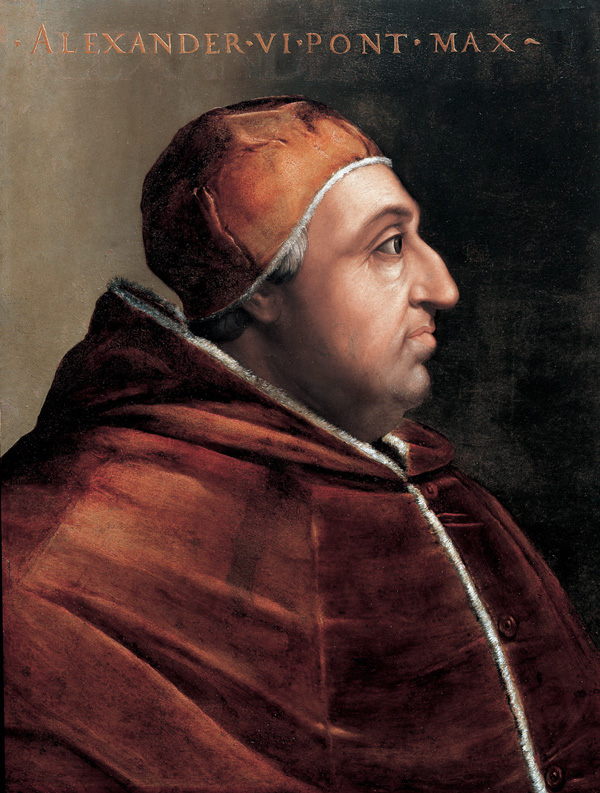
VI. Sándor pápa
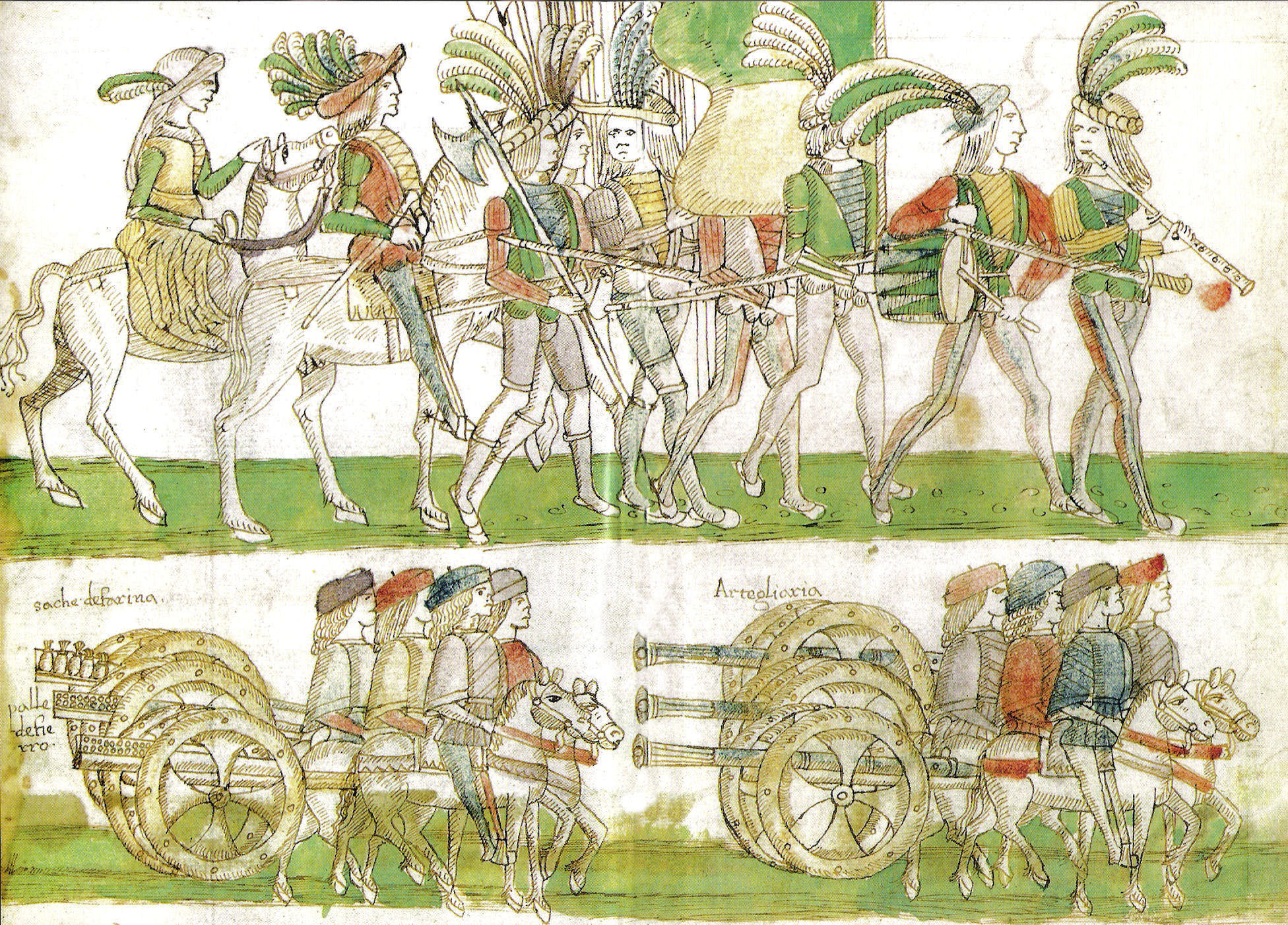
Franciák bevonulnak Nápolyba, 1495.
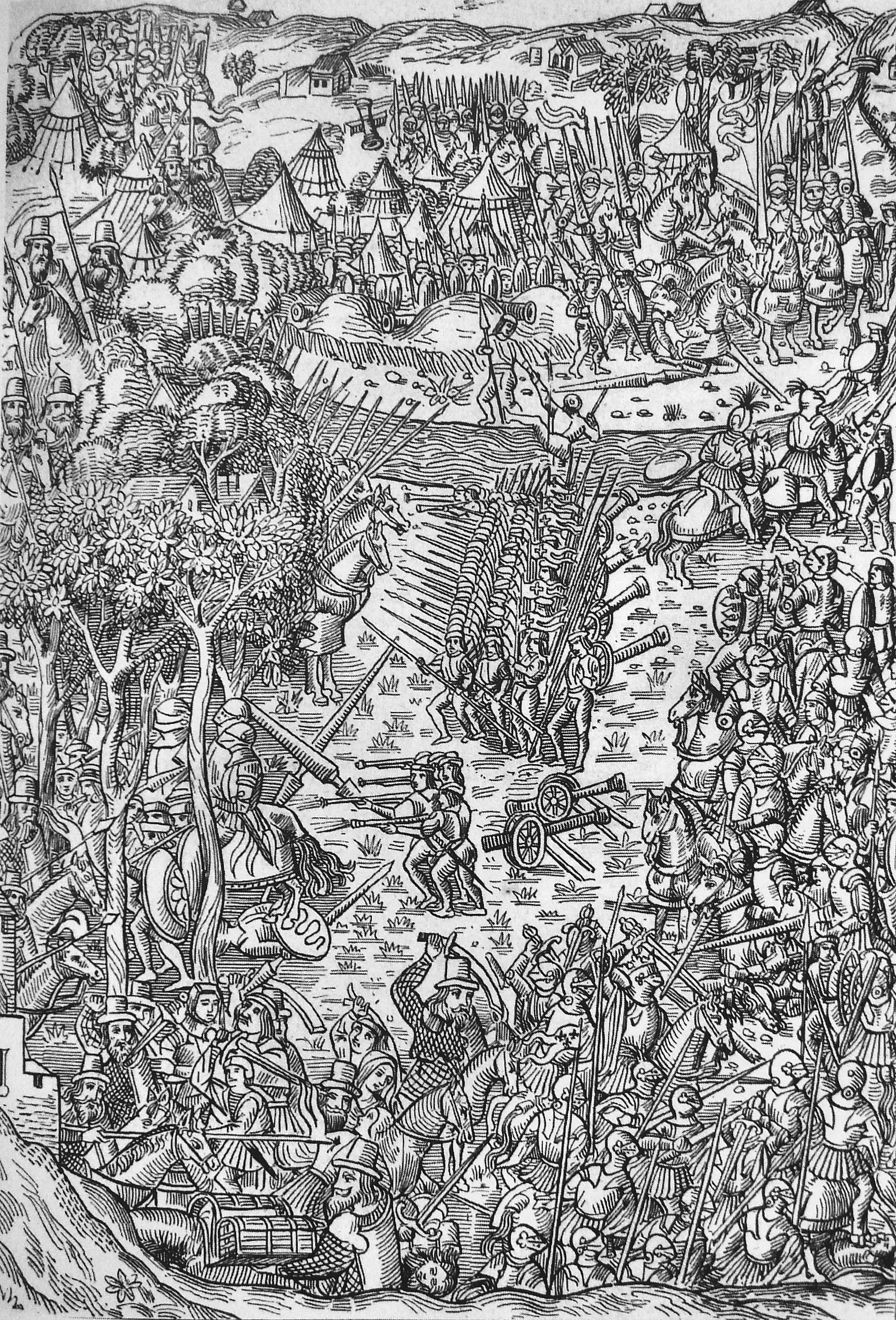
Fornovói csata, 1495.

## A Liga létrejötte, céljai

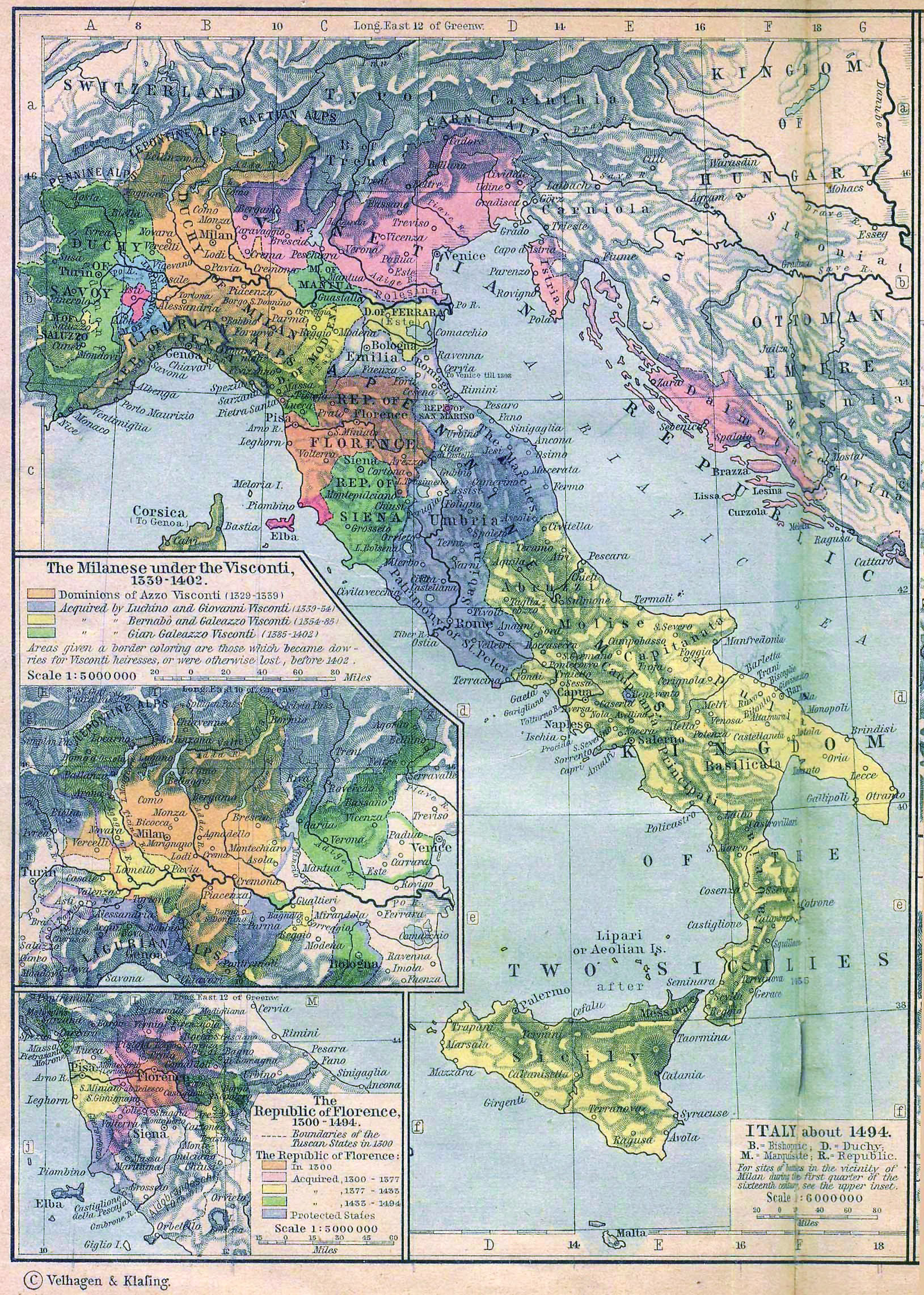
Itália államai 1494-ben

Franciaország velencei követe, Lajos orléans-i herceg bizalmasa, Philippe de Commynes komoly diplomáciai erőfeszítéseket tett, hogy megakadályozza a készülő szövetkezést, de kudarcot vallott. 1495. március 31-én Velencében megszületett a pápa által szervezett francia-ellenes koalíció. A pápa, a I. Miksa német-római császár, II. Ferdinánd aragóniai király, továbbá a Velencei Köztársaság és a Milánói Hercegség képviselői írták alá. A Szent Liga nyilvánosan bejelentett célja az Oszmán Birodalom elleni közös harc volt, ez leplezte a valós politikai célokat, VIII. Károly csapatainak kiűzését Itáliából, és a Borgia-pápa itáliai ellenfeleinek semlegesítését.
A Liga átvette a fél évszázaddal korábban, 1454-ben megkötött Itáliai Liga céljainak egy részét, az itáliai államok kölcsönös katonai együttműködését, az erőegyensúly fenntartását, a meglévő államhatárok elismerését, a status quo védelmét.

## Következmények
A Liga rövid idő alatt komoly katonai erőt mozgósított, parancsnokká Francesco Gonzaga condottierit, Mantova fejedelmét tették meg. Csapataik elvághatták a franciák visszavonulási útját, VIII. Károly ezért Lombardia felé vonult. 1495. július 6-án Parma közelében, a fornovói csatában megütközött Velence, Milánó és Mantova számbeli túlerőben lévő csapataival. A francia és ferrarai csapatok taktikai vereséget szenvedtek, de a Liga súlyos veszteségei miatt nem tudta kihasználni az eredményt. VIII. Károly megőrizte csapatai erejét. 1496-ban VII. Henrik angol király is csatlakozott a velencei ligához. Az általános katonai helyzet arra késztette VIII. Károlyt, hogy kiürítse Nápolyt, és kivonuljon Itáliából anélkül, hogy kitűzött céljait elérte volna.
1497. november 24-én Alcalá de Henares-ben fegyvernyugvási egyezmény született Franciaország, Aragónia és a Német-római Birodalom között, amely lezárta az első itáliai háborút. A pápai birtokokat fenyegető veszély elmúltával a Szent Liga feloszlott. VIII. Károly király új itáliai hadjáratot tervezett, de 1498 tavaszán meghalt.
Az 1494–95-ös francia hadjárat eseményei rávilágítottak a korabeli Itália politikai széttagoltságából eredő katonai gyengeségére. VIII. Károly utódja, XII. Lajos 1499-ben újabb háborút indított. A következő fél évszázad itáliai háborúiban Itália az európai nagyhatalmak zsákmányszerző hadjáratainak színhelyévé vált.